# دیگو ولا
دیگو ولا (انگلیسی: Diego Vela؛ زادهٔ ۲۷ نوامبر ۱۹۹۱) بازیکن فوتبال اهل اسپانیا است.